# Угольная рыба
У́гольная ры́ба, или аноплопо́ма (лат. Anoplopoma fimbria) — вид лучепёрых рыб из семейства аноплопомовых, единственный представитель рода Anoplopoma.

## Описание
Тело торпедовидной формы с тонким хвостовым стеблем. Голова удлинённая без шипов и гребней, с конечным ртом и острыми зубами, по бокам рыла имеются две ноздри. Два спинных плавника разделены широким промежутком. В первом спинном плавнике 17—30 жёстких неветвистых лучей, а во втором — один жёсткий и 16—20 мягких ветвистых лучей. Анальный плавник с 3 слабыми колючими лучами и 15—19 мягкими лучами расположен на уровне второго спинного плавника. В брюшных плавниках одна колючка и 5 мягких лучей. Мелкая ктеноидная чешуя покрывает всё тело и голову, в боковой линии 190—195 чешуек.
Верхняя сторона тела чёрная с синеватым отливом, бока несколько светлее, а брюхо серое.
Максимальная длина тела 120 см, масса — 14 кг, максимальная продолжительность жизни — 65 лет.

## Распространение
Обитает в северной части Тихого океана от Берингова пролива вдоль побережья Камчатки и тихоокеанской стороны Курильских островов до острова Хонсю. Вдоль западного побережья Северной Америки распространена от Аляски до острова Седрос в Нижней Калифорнии.
Глубоководный вид, встречающийся на глубине от 300 до 2700 м. Личинки и мальки ведут пелагический образ жизни в приповерхностных слоях.

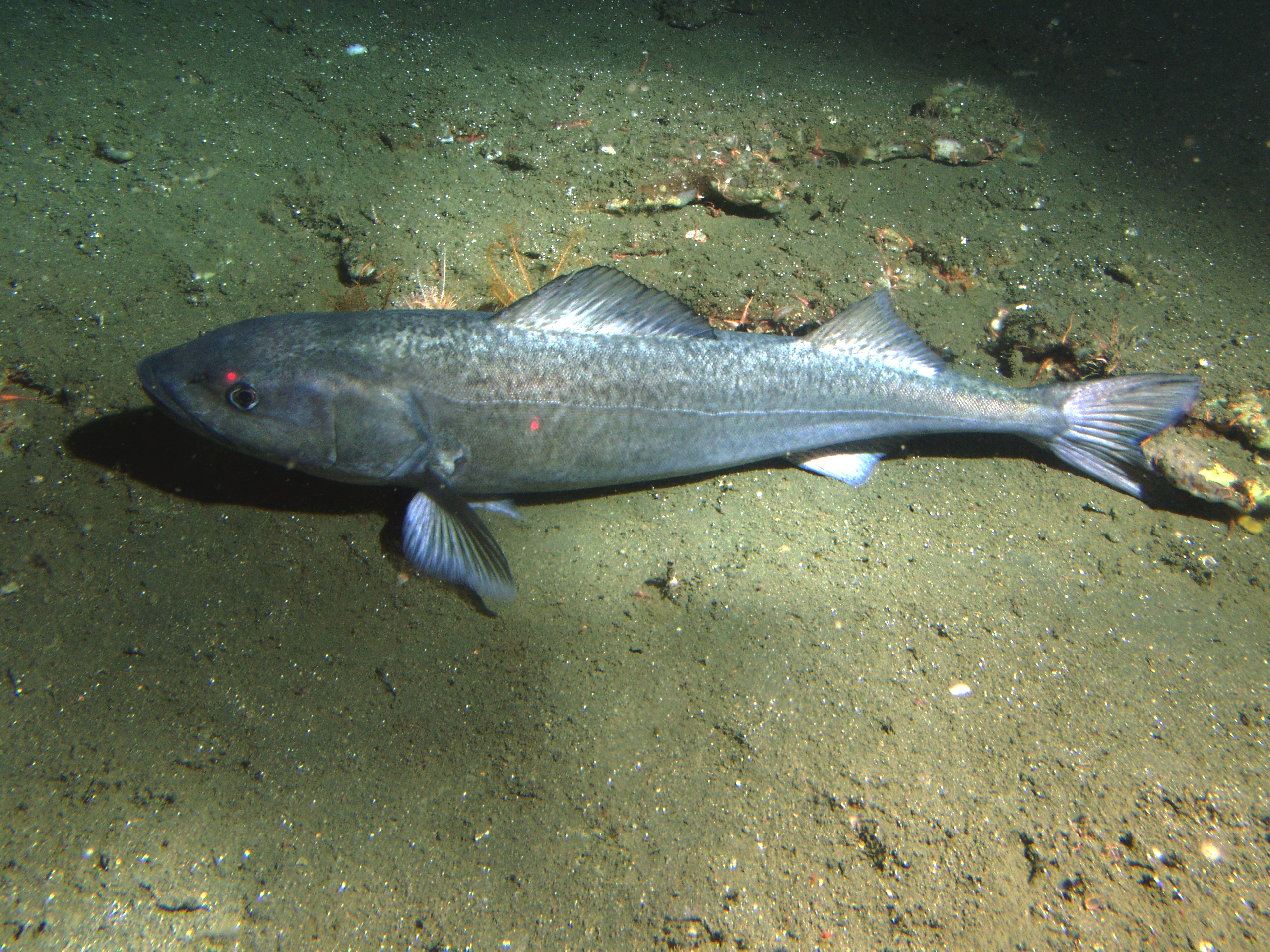
Угольная рыба, отдыхающая на мягком грунте на глубине 300 м

## Промысловое значение
Характеризуется высокими вкусовыми качествами и является ценным объектом глубоководного промысла.